# Sławsko Dolne
Sławsko Dolne [pronunciación en polaco: /ˈswafskɔ ˈdɔlnɛ/] (en alemán: Kaisersthal) es un pueblo en el distrito administrativo de Gmina Strzelno, dentro del Distrito de Mogilno, Voivodato de Cuyavia y Pomerania, en el norte de Polonia. Se encuentra aproximadamente 6 kilómetros al noreste de Strzelno, 19 kilómetros al este de Mogilno, 49 kilómetros al sudoeste de Toruń, y 53 kilómetros al sur de Bydgoszcz.